# Wiry (Marcinowice)

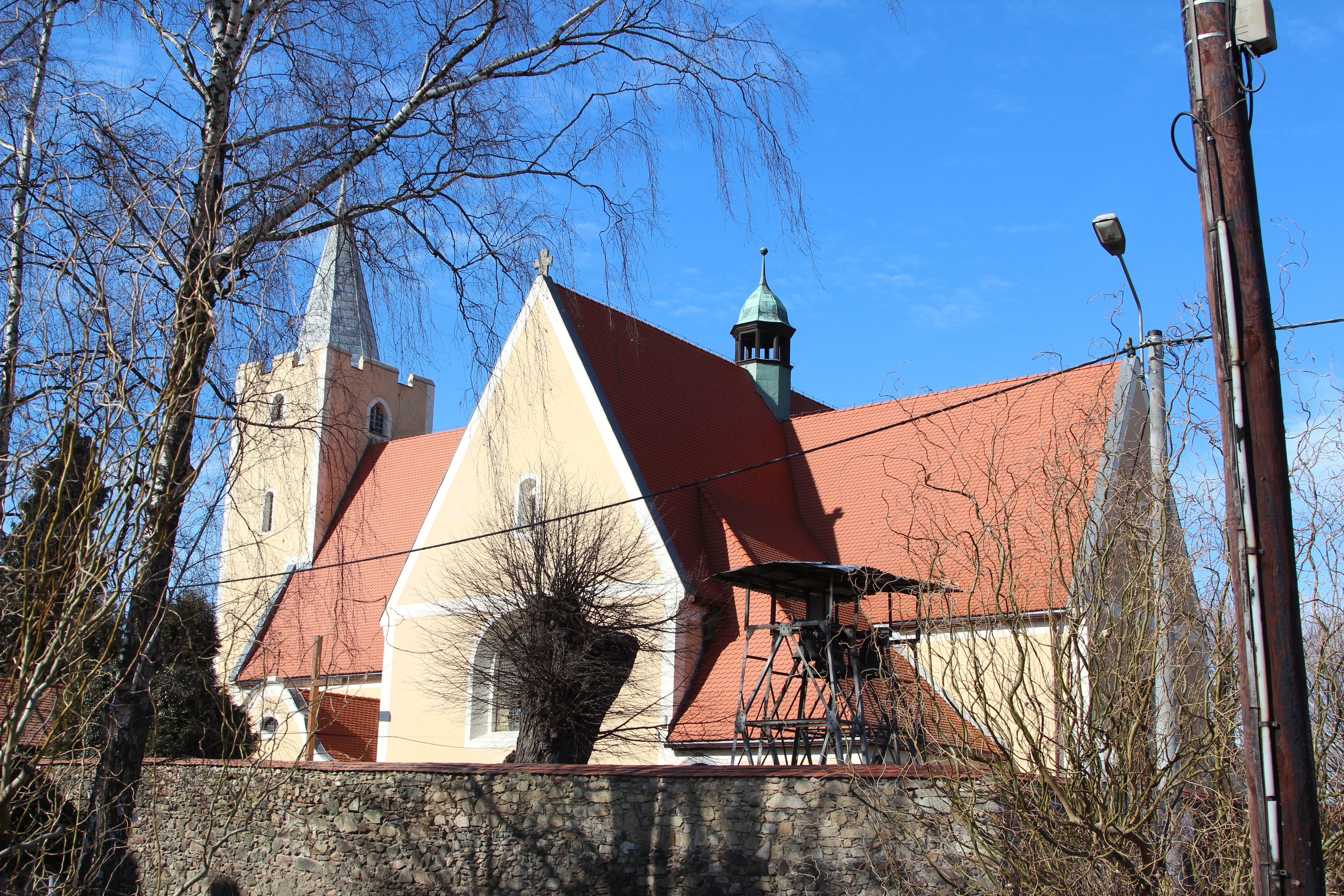
Erzengel-Michael-Kirche in Wiry

Wiry (deutsch Groß Wierau) ist ein Ort in der Landgemeinde Marcinowice (Groß Merzdorf) im Powiat Świdnicki der Woiwodschaft Niederschlesien in Polen.

## Lage
Wiry liegt etwa sechs km östlich von Marcinowice (Groß Merzdorf), 16 km östlich von Świdnica (Schweidnitz) und 42 km südwestlich von Breslau. Nachbarorte sind Wirki (Klein Wierau) im Westen, Mysłaków (Kaltenbrunn) im Norden, Tąpadła (Tampadel) im Osten und Jędrzejowice (Endersdorf) im Süden.

## Geschichte

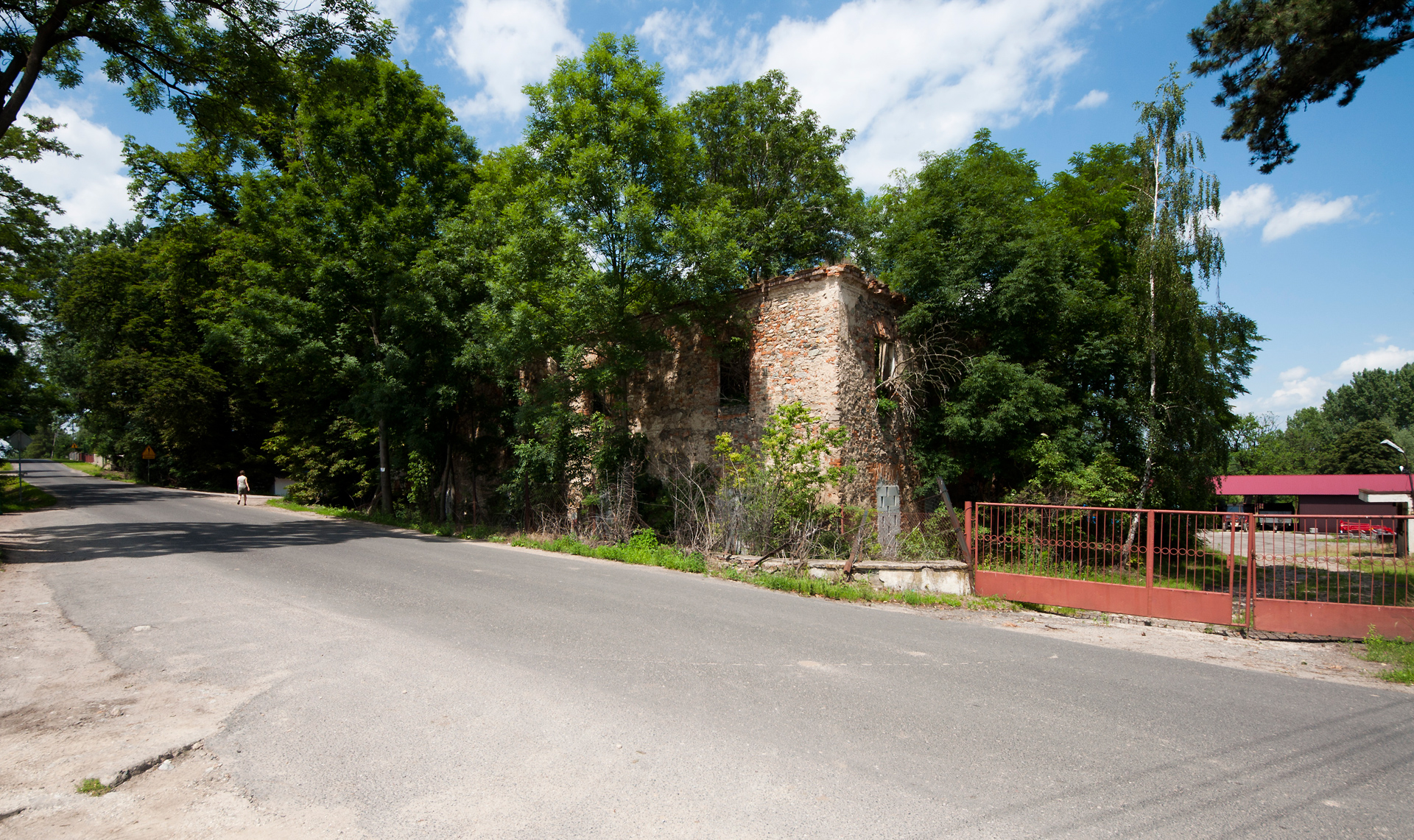
Schlossruine

Möglicherweise ging dem heutigen Wiry eine slawische Vorgängersiedlung voraus, die im Zuge der Ostkolonisation durch deutsche Siedler neu erschlossen wurde. Erstmals urkundlich erwähnt wurde „Vuiri“, das in zwei Anteile gegliedert war, im Jahre 1193. Beide Dörfer gehörten dem Breslauer Sandstift und wurden 1221 nach Deutschem Recht umgesetzt. Auf Groß und Klein Wierau entfielen im Mittelalter je 40 Hufen. In Groß Wierau besaß die Kirche zwei, der Schultheiß sechs, „Ebirlinus“ eine, „Gertrudis“ eine und „Richwinus“ zwei Hufen, die sämtlich frei waren. Das Herzogsgetreide der beiden Dörfer (28 Zinshufen in Groß Wierau und 34 Zinshufen in Klein Wierau) schenkte der Schweidnitzer Herzog Bolko I. dem von ihm gegründeten Zisterzienserstift Grüssau. Die Bauern hatten die Auflage, das Getreide jährlich mit eigenen Fuhren in den Stiftsspeicher abzuliefern. Die Pfarrkirche zu Groß Wierau besaß laut einer Urkunde des Herzogs Bolko I. aus dem Jahre 1299 zwei Freihufen.
1462 schlichtete das Schweidnitzer Zwölfmanngericht einen Streit zwischen dem Abt des Breslauer Augustiner-Chorherrenstifts Nikolaus Schönborn und dem Nickel Seidlitz auf Kratzkau (Vormund des „Cunze Schönhae“ von Rogau) über die Oberen und Niederen Gerichte in Groß Wierau. Das Gericht entschied „dass der Abt Recht bestellen mag, so oft im das Not tut... auch soll der Schultheiß Ding bestellen und hegen... so oft es diejenigen von ihm begehren...“. Eine Abgrenzung der Ober- und Niedergerichtsbarkeit wurde 1483 zwischen dem Abt Benedikt Jonsdorf und dem Vinzenz von Nimptsch auf Stephanshain, auf welchen die Obergerichtsbarkeit übergegangen war, vereinbart. Bis zur Säkularisation 1810 gehörte Wierau dem Sandstift Breslau.
1785 umfasste der erste Anteil (Groß Wierau) eine katholische Kirche, ein Pfarrhaus, ein Schulhaus, 14 Bauern, elf Gärtner, 17 Häusler, zwei Wassermühlen und 356 Einwohner. Der zweite Anteil (Klein Wierau) hatte 15 Bauern, vier Gärtner, 15 Häusler, zwei Wassermühlen und 335 Einwohner.
Nach dem Ersten Schlesischen Krieg fiel Groß Wierau 1741/42 mit dem größten Teil Schlesiens an Preußen. Die vormaligen Verwaltungsstrukturen wurden aufgelöst und Stephanshain dem Landkreis Schweidnitz eingegliedert, mit dem es bis 1945 verbunden blieb. Seit 1815 gehörte es zum Regierungsbezirk Reichenbach der Provinz Schlesien. Nach der Verstaatlichung der Kirchengüter infolge der Säkularisation 1810 wurde das Schloss Groß Wierau der königlichen Kriegs- und Domänenkammer Breslau zugewiesen.
1845 zählte Groß Wierau dem königlichen Rentamt Schweidnitz, sonst dem Sandstift Breslau gehörig, 75 Häuser, eine Freischoltisei, 591 Einwohner (31 evangelisch und der Rest katholisch), evangelische Kirche zu Hennersdorf (Kreis Reichenbach), eine katholische Pfarrkirche unter  preußischen Patronat, ein Widum mit 77 Morgen Acker, sieben Morgen Wiesen und 50 Morgen Wald, eine katholische, ausschließlich für diesen Ort zuständige Schule, zwei Wassermühlen, 21 Baumwoll- und Leinwebstühle, 19 Handwerker, zwei Krämer und eine Ziegelei des Besitzers Ulbrich, der 400.000 Fachwerke produzierte. Zur katholischen Pfarrei gehörten: Groß und Klein Wierau und Tampadel. Zur verbundenen Filialkirche in Goglau gehörten: Käntchen, Weißkirschdorf und Pilzen. 1856 waren es eine katholische Pfarrkirche, 680 meist katholische Einwohner, zwei Wassermühlen (nördlich die Neumühle, nordwestlich die Pfeffermühle), drei Windmühlen (darunter eine Holländerwindmühle) und eine Ziegelei. 1850 brach in der Gemeinde die Cholera aus.
Seit 1874 bildeten die Landgemeinden Groß Wierau, Klein Wierau, Tampadel und der Gutsbezirk Költschenbusch den Amtsbezirk Groß Wierau.
Als Folge des Zweiten Weltkriegs fiel Groß Wierau mit dem größten Teil Schlesiens 1945 an Polen. Nachfolgend wurde es durch die polnische Administration in Wiry umbenannt. Die deutschen Einwohner wurden, soweit sie nicht vorher geflohen waren, weitgehend vertrieben. Die neu angesiedelten Bewohner waren teilweise Zwangsumgesiedelte aus Ostpolen, das an die Sowjetunion gefallen war.

## Sehenswürdigkeiten
- Erzengel-Michael-Kirche
- Ruine Schloss Groß Wierau (Pałac w Wirach)

## Persönlichkeiten
- Rudolf Walter (1918–2009), deutscher Organist, Komponist, Kirchenmusikdirektor und Hochschullehrer